# Кількість пацієнтів, яку необхідно пролікувати

Група, яка зазнала лікування (ліворуч), зменшила ризик несприятливого результату (чорний) порівняно з групою, що не зазнавала впливу (праворуч). Потрібно пролікувати 4 осіб для запобігання 1 несприятливого результату (NNT = 4).

Кількість пацієнтів, яку необхідно пролікувати (англ. NNT, number needed to treat), є епідеміологічним показником, який використовується для відображення ефективності медичного втручання, як правило, лікування лікарськими засобами.
NNT - це середня кількість пацієнтів, яку необхідно пролікувати, щоб запобігти одному додатковому несприятливому наслідку. Вона визначається як обернене зниження абсолютного ризику (ARR - absolute risk reduction) і обчислюється як {\displaystyle 1/(I_{u}-I_{e})}, де {\displaystyle I_{e}} - частота несприятливого наслідку в групі, яка отримувала лікування (група з експозицією), та {\displaystyle I_{u}} - частота у контрольній (неекспонованій) групі.
Як різновид розміру ефекту, NNT була описана в 1988 р. дослідниками з Університету Макмастера Лаупасісом, Сакеттом і Робертсом. Ідеальна NNT - 1, коли має покращення кожний, хто отримує лікування, і жоден - у контрольній групі. Більш висока NNT вказує на те, що лікування є менш ефективним.
NNT подібна до показника кількості, що необхідна для заподіяння шкоди (NNH - number needed to harm), але NNT, як правило, визначається для терапевтичного втручання, а NNH - для шкідливого впливу або фактора ризику.

## Актуальність
NNT є важливим показником у фармакоекономіці. Якщо клінічна кінцева точка є достатньо катастрофічною (наприклад, смерть, інфаркт), препарати з високою NNT можуть бути показані в певних ситуаціях. Якщо кінцева точка незначна, страховики можуть відмовитись від відшкодування витрат на ліки з високою NNT.
NNT важливо враховувати при порівнянні можливих побічних ефектів ліків та його переваг. Для ліків з високою NNT навіть невелика частота побічних ефектів може перевищувати користь. Незважаючи на те, що NNT є важливим показником, вона рідко зустрічається в статтях медичних журналів, що повідомляють про результати клінічних досліджень.
Є кілька важливих проблем, пов'язаних з NNT: упередженість та відсутність надійних довірчих інтервалів, а також труднощі з виключенням можливості відсутності різниці між двома методами лікування або групами.
Значення NNT залежать від часу. Наприклад, якби дослідження тривало 5 років, а інше - 1 рік, значення NNT не були б безпосередньо порівнянними.

## Пояснення NNT на практиці
Існує ряд факторів, які можуть впливати на значення NNT залежно від ситуації. Лікування може бути препаратом у формі таблетки або ін’єкції, хірургічною процедурою або багатьма іншими способами. Наступні приклади демонструють, як визначається NNT і що вона означає. У цих прикладах важливо розуміти, що кожен учасник має захворювання, яке лікується, тому є лише пацієнти, які отримували лікування чи ні. Це, як правило, тип дослідження, який проводиться лише у тому випадку, якщо і контроль, і тестове лікування несуть значний ризик серйозної шкоди або якщо лікування є неетичним для здорового учасника (наприклад, хіміотерапевтичні препарати або новий метод апендектомії - хірургічне видалення апендикса).
У більшості досліджень лікарських засобів їх перевіряють як на здорових, так і на хворих учасниках. Або, якщо метою лікування є запобігання поширеного захворювання (наприклад, антикоагулянт для запобігання інфаркту), може бути використане проспективне дослідження. Проспективним називається дослідження, яке починається, коли всі учасники є здоровими, на відміну від ретроспективного дослідження, в якому деякі учасники вже мають відповідну хворобу. Проспективні дослідження дають набагато якісніші докази, але набагато складніші та трудозатратні.
У таблиці нижче:
- {\displaystyle I_{e}}- це ймовірність не побачити покращення після отримання лікування (обернено до ймовірності побачити покращення під час лікування). Цей вимір застосовується лише до групи лікування.
- {\displaystyle I_{u}}- це ймовірність не побачити покращення в контрольній групі (обернено до ймовірності побачити покращення у контрольній групі). Цей вимір застосовується лише до контрольної (неекспонованої) групи. Контрольна група може отримувати плацебо- лікування, або у випадках, коли метою є пошук доказів того, що нове лікування є більш ефективним, ніж існуюче, контрольна група отримує існуюче лікування. Значення NNT залежить від того, чи отримувала контрольна група плацебо або вже існуюче лікування, а у випадках, коли надається плацебо, на NNT також впливає якість плацебо (тобто, наскільки учасники можуть відрізнити плацебо від лікування, що досліджується).

| Опис                                                                       | {\displaystyle I_{e}} | {\displaystyle I_{u}} | NNT  | Інтерпретація |
| -------------------------------------------------------------------------- | --------------------- | --------------------- | ---- | --- |
| Ідеальне лікування, раніше невиліковного стану без ефекту плацебо          | 0,0                   | 1.0                   | 1    | Половина учасників отримує тестове лікування, інша половина - контрольна група (це може бути просто плацебо, або існуюче лікування з відомою ефективністю). Кожна людина, яка отримує лікування, має поліпшення, яке може бути зменшенням або зупинкою погіршення стану, поліпшенням стану або повним зціленням. У жодної людини в контрольній групі не було покращення, тому стан ніколи не покращується сам по собі, а контрольне лікування ніколи не є ефективним. NNT = 1/(1,0-0,0), що дорівнює 1. |
| Дуже ефективне лікування із значним поліпшенням порівняно з контролем      | 0,1                   | 0,9                   | 1,25 | Десять* людей отримують лікування, десять - контроль. З десяти в групі, що отримувала лікування, дев’ять малють поліпшення, а одна - ні. У контрольній групі одна людина має поліпшення стану, а дев'ять - жодного. Оскільки один з контрольної групи, продемонстрував поліпшення стану без лікування, кажуть, що один із дев'яти з групи, яка отримувала лікування, покращився б без лікування. Тому результат однієї людини не є доказом того, що лікування є кращим, ніж контроль. NNT = 1/(0,9-0,1), що становить 1,25. Зниження абсолютного ризику становить 0,9-0,1, що дорівнює 0,8. |
| Ефективне лікування з помірним поліпшенням відносно контролю               | 0,3                   | 0,7                   | 2.5  | 10 пацієнтів отримують лікування, 10 - контроль. У лікувальній групі 7 мали поліпшення, а 3 - ні. У контрольній групі у 3 спостерігалося поліпшення стану, а у 7 - ні. Отже, лікування було більш корисним, ніж контроль, у 4 (7-3) із 10 випадків і не було більш корисним у 6 (10-4). NNT дорівнює 1/(0,7-0,3), що становить 2,5. |
| Ефективне лікування, але незначне покращення відносно контролю             | 0,4                   | 0,5                   | 10   | 10 отримують лікування, 10 - контроль. У 6 було покращення під час лікування, у 4 - ні. У контрольній групі у 5 було покращення, у 5 - ні. Отже, лікування було більш корисним, ніж контроль, лише в одному (6-5) з десяти випадків, і не було корисним для дев'яти з десяти (10-1). NNT = 1/(0,5-0,4), що дорівнює 10. |
| Дуже ефективне лікування з незначним покращенням відносно контролю         | 0,8                   | 0,9                   | 10   | 10 отримують лікування, 10 - контроль. У 2 є покращення при лікуванні, а у 8 - ні. У контрольній групі у 1 є покращення, а у 9 - ні. Отже, лікування було більш корисним, ніж контроль, лише в одному з десяти випадків, і не було корисним для дев'яти з десяти. NNT = 1/(0,9-0,8), що дорівнює 10. |
| Не дуже ефективне лікування, але з незначним покращенням відносно контролю | 0,1                   | 0,2                   | 10   | 10 отримують лікування, 10 - контроль. 9 мають покращення під час лікування, а 1 - ні. У контрольній групі 8 мали покращння, а двоє - ні. Отже, лікування було більш корисним, ніж контроль, лише в одному з десяти випадків, і не було корисним для дев'яти з десяти. NNT дорівнює 1/(0,2-0,1), що дорівнює 10. |
| Лікування ефективне, але гірше, ніж контроль                               | 0,2                   | 0,1                   | −10  | 10 отримують лікування, 10 - контроль. У 8 було покращення під час лікування, а у 2 - ні. У контрольній групі 9 мали покращення, а один ні. Тому лікування було менш корисним, ніж контроль, в одному з десяти випадків. NNT = 1/(0,2 - 0,1), що становить -10. Зверніть увагу, що, незважаючи на те, що лікування було ефективним у восьми з десяти випадків (лише на один менше, ніж у попередньому прикладі), NNT змістився з 10 на -10. Це пояснюється тим, що NNT вимірює, скільки пацієнтів має отримувати лікування замість контролю, щоб побачити поліпшення стану в однієї людини. Оскільки лікування у десятьох людей призвело б до того, що одному з цих людей стало гірше, ніж якби вони отримали контрольне лікування замість цього, NNT становить -10. |

*Для спрощення використана невелика кількість учасників, тоді як наукове дослідження майже завжди вимагає набагато більшої.

## Приклад із реального життя
Дослідження ASCOT-LLA, фінансоване виробником ліків, стосувалося переваг аторвастатину 10 мг (препарат, що знижує рівень холестерину) у пацієнтів з артеріальною гіпертензією (високий кров'яний тиск), але без жодних наявних серцево-судинних захворювань (первинна профілактика). Випробування тривало 3,3 роки, і протягом цього періоду відносний ризик "первинної події" (серцевий напад) знизився на 36 % (зниження відносного ризику, RRR). Однак зниження абсолютного ризику (ARR) було набагато меншим, оскільки досліджувана група не мала дуже високого рівня серцево-судинних подій протягом досліджуваного періоду: 2,67 % у контрольній групі порівняно з 1,65 % у групі лікування. Отже, прийом аторвастатину протягом 3,3 років призведе до ARR лише 1,02 % (2,67 % мінус 1,65 %).
Тоді кількість пацієнтів, яку необхідно пролікувати для запобігання однієї серцево-судинної події, становила б 98,04 протягом 3,3 років.

## Чисельний приклад
| Показник              | Експериментальна група (Е)   | Контрольна група (К)         | Разом |
| --------------------- | ---------------------------- | ---------------------------- | ----- |
| Випадки (В)           | ЕВ = 15                      | КВ = 100                     | 115   |
| Не випадки (Н)        | ЕН = 135                     | КН = 150                     | 285   |
| Усього суб'єктів (С)  | ЕС = ЕВ + ЕН = 150           | КС = КВ + КН = 250           | 400   |
| Частота випадків (ЧВ) | ЕЧВ = ЕВ / ЕС = 0,1 або 10 % | КЧВ = КВ / КС = 0,4 або 40 % | —     |

| Змінна                                  | Скорочення | Формула                       | Значення      |
| --------------------------------------- | ---------- | ----------------------------- | ------------- |
| Абсолютне зниження ризику               | АЗР, ARR   | КЧВ − ЕЧВ                     | 0,3 або 30 %  |
| Кількість, яку необхідно пролікувати    | КНП, NNT   | 1 / (КЧВ − ЕЧВ)               | 3,33          |
| Відносний ризик (співвідношення ризику) | ВР, RR     | ЕЧВ / КЧВ                     | 0,25          |
| Відносне зниження ризику                | ВЗР, RRR   | (КЧВ − ЕЧВ) / КЧВ, або 1 − ВР | 0,75 або 75 % |
| Відворотна частка серед незазналих      | ВЧн, PFu   | (КЧВ − ЕЧВ) / КЧВ             | 0,75          |
| Співвідношення шансів                   | СШ, OR     | (ЕВ / ЕН) / (КВ / КН)         | 0,167         |